# Growing (gruppo musicale)
Growing è un gruppo musicale statunitense della città di Olimpia nata nel 2001.

## Discografia

### Album
- Diptych (2021)
- Disorder (2016)
- PUMPS (Vice Records, 2010) -
- All the Way (The Social Registry, 2008)
- Lateral (The Social Registry, 2008)
- Vision Swim (Megablade/Troubleman, 2007)
- Color Wheel (Megablade e Rock Action Records, 2006)
- Live (Conspiracy Records, 2005)
- His Return (Megablade, 2005)
- The Soul Of The Rainbow And The Harmony Of Light (Kranky/Animal Disguise, 2004)
- Early Stages "Bootleg" release/demo of early Soul Of The Rainbow material
- The Sky's Run Into The Sea (Kranky, 2003)

### EP
- Growing/Mark Evan Burden split (Zum)
- Growing/Mark Evan Burden split (This Generation Tapes)
- Dry Drunk On Woman (Nail In The Coffin)

### Compilation
- Secrets And Sounds (Animal Disguise) - CD